# Роман I Лакапин
Роман I Лакапин (око 870. — 15. јун 948.) је био византијски цар од 919. до 944. године као савладар легитимног владара Константина VII Порфирогенита.

## Породица
Роман I Лакапин је био ожењен Теодором (†923) са којом је имао петоро деце, једну ћерку и четири сина. Јелена (†961) удата 919 за Константина VII. Христофор (†931). Стефан (910-936). Константин (912-946). Теофилакт (917-956) будући цариградски патријарх. Агата удата 922 за Романа Агрира.

## Каријера
Као син обичног стратиоте каријеру је почео као војник теме Јерменијака а затим је постао друнгарије царске флоте. После пораза од цара Симеона у бици код Анхијала царство је пало у тешку ситуацију. Царство је захтевало јаку и енергичну владу, једини човек који је био дорастао овој ситуацији је био Роман Лакапин. Он је постепено уклонио царицу Зоју, мајку младог цара и учврстио се на власти. Своју ћерку Јелену је оженио за младог цара Константина VII и као царев зет добио титулу василеопатора. Ускоро се попео још више 24. септембра 920. је крунисан за цезара, а 17. децембра исте године и за савладара. Роман I се није дуго задовољавао положајем савладара, ускоро је он постао врховни цар а Константин VII Порфирогенит је заузео положај савладара.

### Роман I и Бугарска
Романово уздизање за цара је сметало бугарском цару Симеону који је захтевао да се он уклони. Да би уклонио Романа постајао је само један начин, морао је да заузме Цариград. Симеон је више пута пустошио Тракију и заузео Једрене 923. али је Роман био сигуран иза цариградских зидина. Да би освојио Цариград Симеону је била потребна флота, због тога је ступио у контакт са Арабљанима. Међутим Византија успела да богатим поклонима убеди Арабљане да одустану од похода. Симеон је 924. дошао под Цариград, али видевши да његова снага није довољна позвао је Романа на састанак. До сусрета је дошло у јесен исте године када је потписан мир. После Симеонове смрти наследио га је његов син Петар, који није имао његов ратоборни дух тако да је пожурио да склопи мир са Византијом. Роман га је признао за цара Бугарске, и дао му за ћерку Марију ћерку његовог сина Христофора.

### Роман I и Руси
Јуна 941. Византију је напала флота кијевског кнеза Игора. Руси су се искрцали у Битинију и опустошили малоазијску обалу Босфора. Византинци су поразили Русе и избацили их из Битиније, а затим су напали руску флоту која се повлачила и уништили их уз помоћ “грчке ватре”. Међутим 943. кнез Игор се појавио на Дунаву са великом руском и печенешком војском, тако да је Византија пристала да обнови трговинске уговоре са Кијевом.

### Роман I и Арабљани
После смрти цара Симеона нестале је бугарска опасност, тако да се византијска војска под вођством Јована Куркуаса могла окренути истоку где су дошли у сукоб са локалном арабљанском динатијом Хамданида. Први велики успех био је заузеће Мелитине 931. Септембра 938. Јован Куркуас је поражен, а затим су арабљани упали у византијске земље. Међутим хамданидски емир се повукао јер је дошло до нереда у багдадском калифату. Сукоби су настављени 943. када су византинци у победоносној офанзифи освојили више градова и знатно помакли византијску границу на исток.

### Пад с власти
Роман I је постао жртва властољубља својих синова. Његов најстарији син Христофор, који је требало да га наследи, је умро 931. после чега је Роман за наследника одредио легитимног цара Константина. Његови млађи синови Стефан и Константин бојећи се да ће после смрти власт прећи на Константина VII одлучили су да изврше државни удар. 16. децембра 944. Роман II је по њиховом налогу ухваћен и послат у прогонство, где је завршио живот као калуђер 15. јуна 948.